# Brumsholmtangane
Brumsholmtangane est une île norvégienne du comté de Hordaland appartenant administrativement à Stord.

## Description
Rocheuse et désertique, à fleur d'eau, elle s'étend sur environ 102 m de longueur pour une largeur approximative de 54 m. 